# پاتاوه
پاتاوه شهری لُرنشین در ایران است. این شهر مرکز بخش پاتاوه در شهرستان دنا در استان کهگیلویه و بویراحمد است. فاصلهٔ آن از یاسوج ۴۵  کیلومتر است. در نزدیکی این شهر یک آبشار نیمه‌بلند و غاری به نام غار دهشیخ که دارای قدمتی طولانی است وجود دارد و بزرگترین روستای اطراف این شهر روستای  ده شیخ  است که حتی از خود پاتاوه بزرگ تر است.
در حاشیه شهر پاتاوه آثاری از چند پل قدیمی وجود دارد. این ناحیه به دلیل ویژگی اقلیمی و جغرافیایی یکی از راه‌های اصلی تیسفون، اصطخر و شوش، بهبهان و اصفهان بوده بر همین اساس پل‌های زیادی در همین مکان احداث شده‌است.
پل‌ها به دوره پیش از اسلام تعلق داشته و در دوره‌های بعدی بازسازی شده‌است. بزرگ‌ترین این‌ها که آثار آن بهتر به‌جا مانده دارای اتاق‌ها پایه‌ها و مصالحی است که مشابه پل‌های خیرآباد بوده و مربوط به دوران صفوی است.